# しはるじぇねしす
『しはるじぇねしす』は、近藤るるるによる日本の漫画作品。『月刊コミックアライブ』（メディアファクトリー）にて2006年8月号から2010年1月号まで連載された。

## 概要
現代の女子中学生として転生した天使と悪魔達による学園コメディ。『月刊コミックアライブ』創刊号において巻頭カラーで連載開始。
この作品に登場する天使や天魔は実際の聖典や魔術書に記述された有名な者が多い。天魔達はルシファーの6副官・72将とされる者が登場しており、元は天使だったとされていたり、土着の神が起源である者もいる。
天使と天魔達の、世界の命運を左右するスケールの大きな駆け引きとは対照的に、転生者達は普通の中学生や社会人として生活しており、物語もその枠の中で進行するため、近藤るるるの持ち味であるまったりした空気はここでも健在である。
詩遥は1999年7月31日（ノストラダムスの予言で、いわゆる恐怖の大王が降臨するとされた時期の一つ）に生まれた。転生者の多くもそれに合わせて同じ日に生まれたため、同学年に集中している。

## あらすじ
詩遥は12歳の中学生。魔王ルシファーが転生した姿だが、その頃の記憶は戻っておらず、魔王としての力を意識的に使うこともできない。勉強も運動も大の苦手で、人の頼みを断れないお人好し。そんな詩遥は天使ミカエルの転生である絵美歌に守られて、女子中学校での生活を送っていた。
しかし、かつての創世記戦争でルシファーの部下として戦いヤハウェに敗れた天魔（悪魔）達もまた、六千年の時を越えて現代に転生していた。ある者は詩遥がルシファーとして覚醒し、再び天魔達を率いて天軍に弓を引くことを願っている。またある者は人間としての生活に目的を見出し、世界がこのままであることを望んでいる。様々な思惑が詩遥の平穏な日常を少しずつ変えていく。

## 登場人物
不動詩遥（ふどう しはる）
本作の主人公。12歳の中学生。1年3組。魔王ルシファーの生まれ変わり。前髪の2束の癖毛が角のように突き出ている。運動も勉強も苦手だがお人よしで、友達も多い。強い力を持つが、自身が直接手を下すことなく、偶然が偶然を呼んで最終的に大事となって詩遥の願いを叶えるというもの。ちょっとした悩みをきっかけに、自覚が無いまま力を行使する癖があり、不完全ながらその力は転生者達の思惑をまとめてご破算にしてしまう威力がある。
神宮絵美歌（じんぐう えみか）
詩遥のクラスメート。12歳。大天使ミカエルの生まれ変わり。前髪の1束の癖毛が輪のように頭上で巻いている。バトントワリング部に所属しており、大会の選手に選ばれるほどの実力者。詩遥とは幼馴染。時間を操る能力を持ち、詩遥が世界に大きな影響を及ぼすたび時間を戻して復旧させてきた。戦闘時は「鞘から抜かれた剣」を使う。前世においてはルシファーの双子の妹だった。
マルコ＝ジアス
詩遥のクラスの1年3組を担当する新任教師。天魔マルコシアスの生まれ変わり。イタリア生まれのイギリス育ち。詩遥に接触して覚醒を促そうとするが、絵美歌に阻まれる。戦闘時は「炎のつらら」を使う。
夏月リリ（かつき りり）
1年1組の生徒。天魔リリスの生まれ変わり。長髪の美少女。詩遥へ積極的にアプローチして友達となった。人間としての生を肯定的に捉え、天軍との再戦は望まない。「ズバリ○○」というのを口癖にしている。相手を言いなりにさせる魅了（チャーム）の能力を持つ。
南風泊梢（はえどまり こずえ）
1年1組の生徒。天魔ベルゼブブの生まれ変わり。髑髏の髪留めを着けた大柄な少女。こよりとは親友同士で一緒にいることが多い。乱暴者と噂されているが、実際にはこより以上の慎重派。とくに創世記戦争で叩きのめされた記憶から、絵美歌の事を怖がっている。超音速で移動する能力と飛行能力を持つ鳥や虫などを使役する能力を備える（自身も飛べる）。
鈴笛こより（すずぶえ こより）
詩遥のクラスメート。天魔ベルフェゴールの生まれ変わり。通称こよりん。引っ込み思案で勉強が得意な、ショートヘアの眼鏡っ娘。開業医の娘で将来は医師を志している。意外と一番の巨乳。調査と作戦立案を担当する。テレパシーと怪我を治癒する能力を持つ。
新木戸瑠唯（あらきど るい）
詩遥のクラスメート。天魔アラストルの生まれ変わり。パンキッシュに跳ねた短髪の少女。父親はプロレスラー。ナイフ1本で、剣を携えた絵美歌と互角以上に渡り合う戦闘力を備える。ルシファーの覚醒と現在の世界の崩壊を望み、モロクとベヒモスとともに詩遥の前に現れた。だが、その動機は憧れの男子にフラれたからという他の二人に比べれば軽いものであり、リリに新しい男子を紹介してもらう約束を交わすとあっさりしはる達と和解した。それから約束通りイケメンを紹介してもらうが、いざとなると緊張して上手く喋れずに失敗続き。戦闘時は重力弾を生成して戦う。
加茂六儀実紫（かもろくぎ みむらさき）
裕福な家庭で育ったお嬢様。天魔モロクの生まれ変わり。ひっつめ髪から前髪を2房垂らしている。父親は会社を複数経営している。無口であり、他人に対して無関心な態度を取るが、これは自己主張が下手で上手く喋れないから。人類による地球の環境破壊を問題視して、アラストルに与する。その後はしはる達と和解。生物の成長を操る能力があり、この能力で枯れそうな植物を元気にしたりしている。また、仲間達をパワーアップさせたりもできる。
百吉部雛子（もすべ ひなこ）
貧乏な家庭に生まれた大阪育ちの少女。兄弟がたくさんおり、男手一つで全員を育てている父親を尊敬している。天魔ベヒモスの生まれ変わり。伝承では巨体の怪物であるが、転生した体は小学生と見紛うチビであり、そのことを気にしている。同い年ながら長身の梢に嫉妬したこともある。トラックも投げ飛ばす怪力を誇るが、大食いの上に燃費が悪く、すぐに腹を空かして力が出なくなる。単純で情に厚く、貧困の無い世界を望み、アラストルに協力する。しかし、世界が崩壊してしまうと尊敬する父や兄弟達が死んでしまうので考えを改めてしはる達と和解。こよりに牛丼を奢ってもらってからは特に仲良くなったが、梢とはライバル関係に。

## 用語
天魔
本作品において悪魔はこのように呼ばれる。日本語において天魔とは仏教用語であるが、直接的な関わりはない。人間に生まれ変わっても体は頑丈で、マルコ＝ジアスは何度も頭を破壊されているが回復している。詩遥に至っては階段から転げ落ちても怪我一つしない。
天星女子中等部（てんせいじょしちゅうとうぶ）
詩遥達が通うミッション系の女子中学校。礼拝堂があり、説教が行なわれている。制服はすっきりしたワンピースで、襟の左横に付けるリボンが特徴的。夏服は青系、冬服は白系。体操服はハーフパンツ。
ヘルプリズン
デスメタルバンド。奇抜なメイクで破滅的な歌を歌う。ヴォーカルの名前はルシファー。詩遥にルシファーのことを尋ねられた絵美歌が答として呈示した。その説明の中では絵美歌やリリはヘルプリズンのファンで、ミカエルやリリスはBBSのハンドルネームだということになっている。

## 単行本
1. ISBN 978-4-8401-1648-0 2006年12月31日発行 （2006年12月22日発売）
2. ISBN 978-4-8401-1923-8 2007年 6月30日発行 （2007年 6月23日発売）
3. ISBN 978-4-8401-1988-7 2008年 1月30日発行 （2008年 1月23日発売）
4. ISBN 978-4-8401-2283-2 2008年10月31日発行 （2008年10月23日発売）
5. ISBN 978-4-8401-2529-1 2009年 2月28日発行 （2009年 2月23日発売）
6. ISBN 978-4-8401-2948-0 2009年 12月31日発行 （2009年 12月23日発売）